# Modello del monodominio
Il modello monodominio (monodomain model) è una riduzione del modello del bidominio che simula la propagazione elettrica nel tessuto miocardico. La riduzione deriva dall'ipotesi che i domini intra ed extracellulari abbiano rapporti di anisotropia uguali. Sebbene non sia fisiologicamente accurato come il modello del bidominio, in alcuni casi risulta sufficientemente adeguato allo studio dell'attività electtrica cardiaca, con il grande vantaggio di avere una riduzione del costo computazionale rispetto al bidominio.

## Formulazione
Sia {\displaystyle \mathbb {T} } il dominio di riferimento del modello, il modello del monodominio può essere formulato come segue
{\displaystyle {\frac {\lambda }{1+\lambda }}\nabla \cdot \left(\mathbf {\Sigma } _{i}\nabla v\right)=\chi \left(C_{m}{\frac {\partial v}{\partial t}}+I_{\text{ion}}\right)\quad \quad {\text{in }}\mathbb {T} ,}
dove {\displaystyle \mathbf {\Sigma } _{i}} è il tensore di conduttività intracellulare, {\displaystyle v} è il potenziale transmembrana, {\displaystyle I_{\text{ion}}} è la corrente ionica transmembrana per unità di area, {\displaystyle C_{m}} è la conducibilità della membrana per unità di superficie, {\displaystyle \lambda } è il rapporto di conducibilità intra-extracellulare e {\displaystyle \chi } è la superficie della membrana per unità di volume (di tessuto).

### Derivazione
Il modello del monodominio può essere facilmente derivato dal modello del bidominio. Quest'ultimo può essere scritto come
{\displaystyle {\begin{aligned}\nabla \cdot \left(\mathbf {\Sigma } _{i}\nabla v\right)+\nabla \cdot \left(\mathbf {\Sigma } _{i}\nabla v_{e}\right)&=\chi \left(C_{m}{\frac {\partial v}{\partial t}}+I_{\text{ion}}\right)\\\nabla \cdot \left(\mathbf {\Sigma } _{i}\nabla v\right)+\nabla \cdot \left(\left(\mathbf {\Sigma } _{i}+\mathbf {\Sigma } _{e}\right)\nabla v_{e}\right)&=0\end{aligned}}}
Supponendo di avere un rapporto fisso di anisotropia, cioè{\displaystyle \mathbf {\Sigma } _{e}=\lambda \mathbf {\Sigma } _{i}}, la seconda equazione può essere scritta come
{\displaystyle \nabla \cdot \left(\mathbf {\Sigma } _{i}\nabla v_{e}\right)=-{\frac {1}{1+\lambda }}\nabla \cdot \left(\mathbf {\Sigma } _{i}\nabla v\right).}
Quindi, sostituendo tale risultato nella prima equazione del bidominio, si ottiene un'unica equazione che rappresenta il modello del monodominio
{\displaystyle {\frac {\lambda }{1+\lambda }}\nabla \cdot \left(\mathbf {\Sigma } _{i}\nabla v\right)=\chi \left(C_{m}{\frac {\partial v}{\partial t}}+I_{\text{ion}}\right).}

## Condizioni al contorno
A differenza del modello del bidominio, solitamente per il monodominio vengono considerate delle condizioni al contorno di completo isolamento elettrico, ossia viene assunto che la corrente non possa fluire all'interno o all'esterno del dominio di riferimento (solitamente il cuore). Matematicamente questo può essere descritto imponendo che il flusso del potenziale sia pari a zero sul bordo del dominio, ossia
{\displaystyle (\mathbf {\Sigma } _{i}\nabla v)\cdot \mathbf {n} =0\quad \quad {\text{on }}\partial \mathbb {T} }
in cui {\displaystyle \mathbf {n} } è la normale unitaria esterna al dominio e {\displaystyle \partial \mathbb {T} } è il contorno del dominio stesso.